# Étienne Pollet
Étienne Pollet (Tourcoing, 17 septembre 1912 - Annappes, 28 novembre 1999) est un entraîneur français de chevaux de courses, spécialisé dans les courses de plat. Il fut l'un des meilleurs entraîneurs de l'histoire des courses hippiques en France.

## Carrière

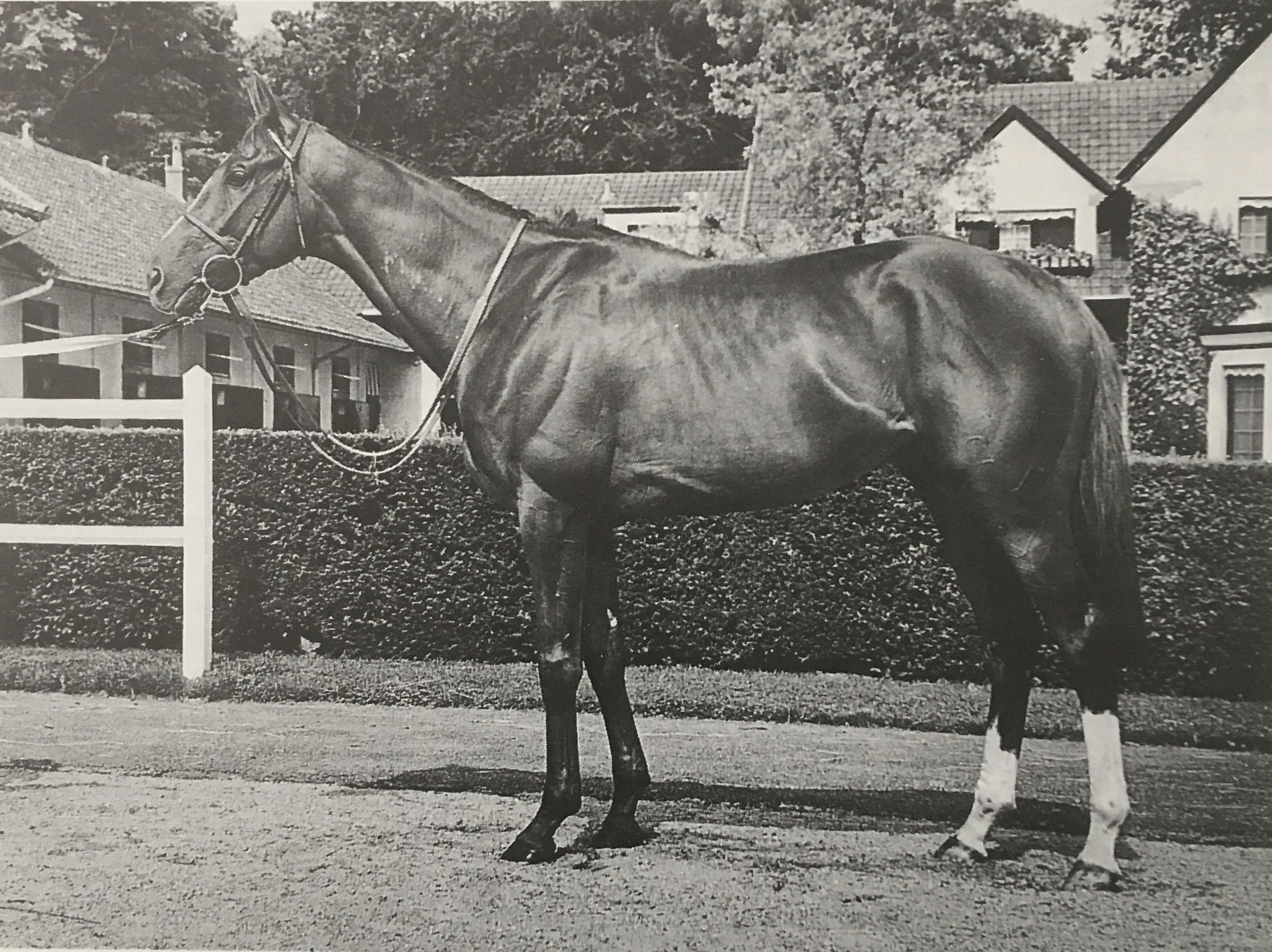
Sea Bird

Originaire du nord de la France, destiné à reprendre l'activité familiale dans l'importation de coton, Étienne Pollet se retrouve durant la guerre démobilisé dans le Sud-Ouest. Il débute avec quelques chevaux lorsque les courses reprennent, et décide après l'armistice de s'installer à Chantilly comme entraîneur. C'est le stayer Pan numéro 1 sur les longues distances en 1950 et 1951 et vainqueur de la Gold Cup d'Ascot, qui lance véritablement sa carrière. N'ayant jamais plus de 50 chevaux dans son écurie, il sera pendant 28 saisons l'un des meilleurs entraîneurs européens.  
Étienne Pollet se révèle un metteur au point de 2 ans hors pair, comme en témoignent les sept Grand Critérium et les douze Prix de la Salamandre qui ornent son palmarès. Mais il est tout aussi avec les classiques, qu'il remporte tous en France, et auxquels il faut ajouter sept victoires dans les classiques anglais et irlandais. Il doit à la pouliche La Sorellina le premier de ses tois Prix de l'Arc de Triomphe en 1953 (et même un doublé, puisque la pouliche devance d'une tête son frère et compagnon de casaque Silnet), mais le cheval qui lui reste associé dans les mémoires est Sea Bird, le lauréat de l'édition 1965, qui est souvent considéré comme le meilleur cheval du siècle. Avec lui, il remporte également le Derby d'Espom.  
Mentor de François Boutin, qui fut son assistant durant quatre ans, Étienne Pollet prend sa retraite à la fin de la saison 1970 et s'éteint le 27 novembre 1999. 

## Palmarès sélectif
France
- Prix de l'Arc de Triomphe – 3 – La Sorellina (1953), Sea Bird (1965), Vaguely Noble (1968)
- Prix du Jockey Club – 2 – Right Royal (1961), Prudent (1963)
- Prix de Diane – 2 – La Sorellina (1953), Tahiti (1954)
- Poule d'Essai des Poulains – 5 – Côte d’Or II (1954), Tyrone (1957), Right Royal (1961), Neptunus (1964), Blue Tom (1967)
- Poule d'Essai des Pouliches – 1 – Right Away (1966)
- Grand Prix de Paris – 2 – Altipan (1957) , Sanctus (1963)
- Prix de la Salamandre – 12 – Kypris (1952), Ténarèze (1955), Little Pan (1956), Anne d’Anjou (1957), Lovely Rose (1958), Never Too Late (1959), Right Royal (1960), Prudent (1961), Hula Dancer (1962), Grey Dawn (1964), Canadel (1965), Blue Tom (1966)
- Grand Critérium – 7 – Tyrone (1956), Tiepoletto (1958), Right Royal (1960), Hula Dancer (1962), Neptunus (1963), Grey Dawn (1964), Silver Cloud (1966)
- Grand Prix de Saint-Cloud – 4 – Magnific (1953), Sea Bird (1965), Sea Hawk (1966), Gyr (1970)

 Royaume-Uni
- Derby d'Epsom – 1 – Sea Bird (1965)
- Oaks – 1 – Never Too Late (1960)
- 2000 Guinées – 1 – Thunderhead II (1952)
- Gold Cup – 1 – Pan (1951)
- King George VI and Queen Elizabeth Stakes – 1 – Right Royal (1961)
- Champion Stakes – 1 – Hula Dancer (1963)

 Irlande
- Irish Derby – 2 – Tambourine (1962), Prince Régent (1969)